# Kátoly
Kátoly je vas na Madžarskem, ki upravno spada pod podregijo Pécsváradi Županije Baranja.